# Riserva naturale della Val Alba
La riserva naturale della Val Alba è un'area naturale protetta del Friuli-Venezia Giulia istituita nel 2006.
Si trova nella fascia di transizione fra le Alpi e le Prealpi e fra le Alpi Carniche e le Alpi Giulie.

## Fauna
Nell’area del Parco convivono specie faunistiche di origine meridionale, da pochi anni è entrato nel parco anche l’orso bruno e la lince

Fra l’avifauna sono state censite 100 specie  fra queste sono frequenti diversi rapaci, tutti i tetraonidi dell’arco alpino e diverse specie di corvidi, picidi e passeriformi.

## Flora
Il faggio predomina sull'abete rosso ed è accompagnato dal larice, dal sorbo degli uccellatori, dal mugo e dal pino nero. Rilevante è la presenza di alcune specie rare e a distribuzione limitata, fra le quali il Ranuncolo bianco, il Papavero delle Giulie ed il Giglio della Carniola.